# جرمی رچفورد
جرمی رچفورد (به انگلیسی: Jeremy Ratchford) (زاده ۶ اوت ۱۹۶۵) بازیگر کانادایی است.
از فیلم‌های معروف او می‌توان به بازی در فیلم کلاه چرمی‌ها اشاره کرد.